# Voo Metrojet 9268
Voo Metrojet 9268 (IATA: 7K9268, ICAO: KGL9268) foi um voo comercial fretado, operado pela companhia aérea russa Metrojet, que caiu no norte do Sinai em 31 de outubro de 2015 às 06:13 UTC+2 (04:13 UTC), após sua saída do Aeroporto Internacional de Sharm el-Sheikh, Egito, em rota para o Aeroporto de Pulkovo, Rússia. A aeronave, um Airbus A321-231, estava carregando 217 passageiros e sete tripulantes.
A bordo havia 219 russos, quatro ucranianos e um bielorrusso. A possibilidade de que uma bomba foi colocada na aeronave levou várias companhias a suspender voos para esse aeroporto. Com a morte de 224 pessoas, o acidente é o mais mortal na história da aviação russa e ocorrido em território egípcio. É também o acidente aéreo mais mortal envolvendo uma aeronave da família Airbus A320, o  acidente aéreo mais mortal em 2015 e o segundo atentado terrorista em aeronaves mais mortífero, após o voo Pan Am 103 em 1988.
Logo após o acidente, o ramo do Sinai do grupo Estado Islâmico do Iraque e do Levante, anteriormente conhecido como Ansar Bait al-Maqdis, reivindicou a responsabilidade pelo incidente, que ocorreu nas imediações da insurgência no Sinai. Quatorze dias após o acidente, o Estado Islâmico executou os ataques de novembro de 2015 em Paris. O grupo terrorista reivindicou a responsabilidade no Twitter, em vídeo, e em uma declaração feita por Abu Osama al-Masri, o líder do grupo. Em 8 de novembro de 2015, um membro anônimo da equipe de investigação egípcia disse que os investigadores tinham 90% de certeza de que o jato foi derrubado por uma bomba. O Serviço Federal de Segurança da Rússia anunciou, em 17 de novembro de 2015, ter certeza que a queda do avião foi um ataque terrorista causado por uma bomba improvisada, contendo o equivalente a cerca de 1,5 kg de TNT, detonada durante o voo. Os russos também declararam terem encontrado, como prova, resíduos de explosivos nos destroços da aeronave.

## Aeronave
A aeronave era um Airbus A321-231, fabricada em Hamburgo, na Alemanha, sob o número de série 663. Ela foi entregue a Middle East Airlines em maio de 1997, registrada como F-OHMP. Mais tarde, serviu para a Onur Air e para a Saudi Arabian Airlines como TC-OAE, até outubro de 2011. Em abril de 2012, a Kolavia adquiriu o avião com registro de EI-ETJ e transferiu-o para a Kogalymavia em maio. A aeronave era equipada com dois motores IAE V2533 e configurada para transportar 220 passageiros em uma configuração de única classe econômica. No momento do acidente, a aeronave era pertencente a AerCap e arrendada a Kolavia. A aeronave tinha acumulado 56 000 horas de voo em quase 21 000 voos.
Em 16 de novembro de 2001, enquanto era operada pela Middle East Airlines, a aeronave sofreu um tailstrike durante um pouso no Cairo. Ela foi reparada e voltou em serviço com a companhia aérea em 2002.

## Acidente

Trajetória da aeronave. O ponto preto indica o local de partida do voo; o ponto vermelho indica a última posição na qual a aeronave foi identificada.

A aeronave partiu do Aeroporto Internacional de Sharm el-Sheikh, em Sharm el-Sheikh, as 03:50 UTC (05:50 UTC+2), com destino o Aeroporto de Pulkovo, em São Petersburgo, com 217 passageiros e sete tripulantes a bordo. A aeronave não fez contato com o controle de tráfego aéreo de Chipre. A Agência Federal de Transporte Aéreo da Rússia confirmou que o voo havia desaparecido do radar de rastreamento.
Meios de comunicação russos afirmaram que o piloto relatou problemas técnicos e solicitou um pouso de emergência no aeroporto mais próximo antes do desaparecimento da aeronave, mas as autoridades egípcias contestaram essa afirmação.
 Outras fontes afirmaram que não havia pedidos ou sinais de socorro. O ministério da aviação civil do Egito emitiu um comunicado em que indicava que o voo estava a uma altitude de 31 000 pés (9 400 metros) quando desapareceu das telas de radar, após uma descida íngreme de 5 000 pés (1 500 metros) por minuto. O site Flightradar24 mostra a aeronave subindo para 33 500 pés (10 200 metros) a uma velocidade de 404 kN (748 km/h; 465 mph) antes de descer para 28 375 pés (8 649 metros) a uma velocidade de 62 kn (115 km/h; 71 mph), cerca de 50 quilômetros (31 milhas) ao nordeste de Nekhel, Sinai do Norte, onde o contato com o radar foi perdido. Todos os 224 passageiros e tripulantes morreram. A aeronave havia desaparecido em uma área montanhosa no centro de Sinai com as condições meteorológicas ruins, o que tornou difícil que as equipes de resgate chegassem ao local do acidente.
A Reuters citou um oficial de segurança que afirmou que a aeronave tinha sido completamente destruída ainda em voo. Os destroços foram espalhados por uma área de 20 quilômetros quadrados, com a secção dianteira da aeronave encontrada a cerca de 5 quilômetros (3,1 milhas) de distância da cauda, o que indica que a aeronave havia se partido durante o voo. Imagens aéreas dos destroços indicaram que as asas estavam intactas até o impacto. O padrão dos destroços, combinado com uma interpretação inicial das abruptas mudanças de altitude e velocidade do ar, reforçaram a presunção de que a cauda da aeronave separou-se da aeronave e colidiram com o solo em locais diferentes.

### Resgate

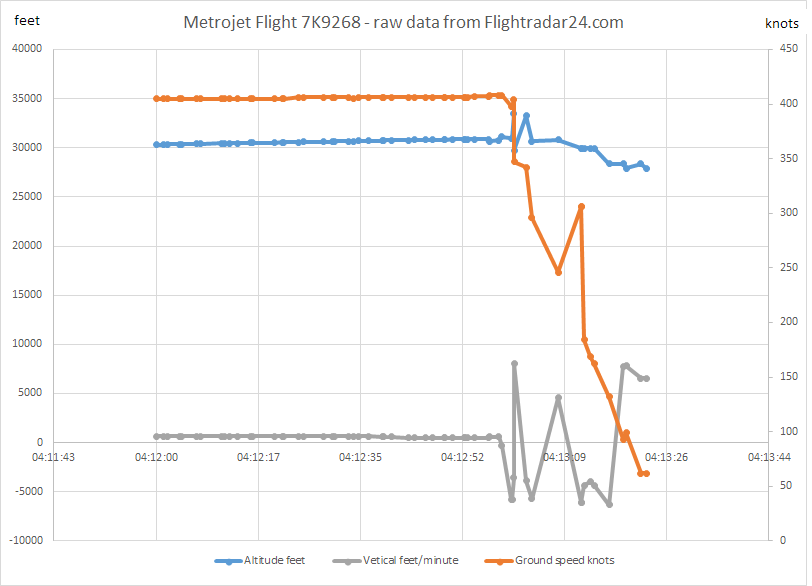
Gráfico do site Flightradar24 mostrando a altitude e velocidade da aeronave até a perda do contato de radar.

Autoridades egípcias anônimas indicaram que as primeiras partes dos destroços haviam sido localizadas no Sinai. Cinqüenta ambulâncias foram enviadas ao local do acidente, perto de Housna, a 300 quilômetros (190 milhas) de Sharm el-Sheikh. Autoridades egípcias não identificadas informaram que a aeronave havia se partido em duas e a maioria dos corpos haviam sido encontrados amarrados a seus assentos. Relatos iniciais indicaram que vozes de passageiros podiam ser ouvidos em uma seção da aeronave. Pelo menos 150 corpos foram inicialmente encontrados, incluindo pelo menos cinco crianças.

## Passageiros e tripulação
| Nacionalidade | Passageiros | Tripulantes | Total |
| ------------- | ----------- | ----------- | ----- |
| russos        | 212         | 7           | 219   |
| ucranianos    | 4           | –           | 4     |
| bielorrussos  | 1           | –           | 1     |
| Total         | 217         | 7           | 224   |

A aeronave estava transportando um total de 224 pessoas, sendo 217 passageiros – dos quais dezessete eram crianças – e sete membros da tripulação. A maioria dos passageiros eram russos, de acordo com a embaixada russa, e que a maioria era do sexo feminino. Havia também quatro ucranianos e um bielorrusso a bordo. A maioria dos passageiros eram turistas que retornam de resorts no Mar Vermelho. A Associação dos Operadores Turísticos da Rússia divulgou a lista de passageiros um dia após o acidente. A maioria dos passageiros residiam no noroeste da Rússia, em oblasts como São Petersburgo, Leningrado, Novgorod e Pskov.
De acordo com a Kogalymavia, o comandante do voo, Valery Yurievich Nemov, tinha mais de 12 000 horas de voo, incluindo 3 800 horas neste tipo de aeronave. O primeiro oficial era Sergei Trukachev, que as horas de voo não foram divulgadas.

## Investigação
O investigador al-Muqaddam, que foi nomeado para investigar a causa do acidente, afirmou que o piloto havia feito contato com o controle de tráfego aéreo e pediu para pousar no aeroporto mais próximo. Ele sugeriu que o avião poderia ter tentado um pouso de emergência em Al-Arish, ao norte de Sinai. Ele caiu 35 quilômetros ao sul da cidade costeira. As especulações de um possível bombardeio da aeronave por causa da Insurgência no Sinai havia sido feitas por várias agências de notícias, mas não havia relatos sobre se o avião havia sido abatido, segundo autoridades egípcias.
Em 17 de Novembro de 2015, o chefe do Serviço Federal de Segurança russo, Alexander Bortnikov, anunciou que sua investigação concluiu que um "ato terrorista" derrubou voo depois que vestígios de explosivos foram encontrados em meio aos destroços. A técnica de análise espectral foi usada, entre outros métodos, para examinar a substância encontrada. De acordo com as autoridades russas, um artefato explosivo improvisado com potência equivalente de até 1 kg de TNT derrubou o avião. A Rússia ofereceu um 50 milhões de dólares de recompensa para mais informações. Suspeita-se que funcionários do aeroporto de Sharm el-Sheikh, no Egito, tenham colocado uma bomba a bordo o voo. As autoridades egípcias negaram esta versão. Em 18 de Novembro de 2015, o grupo terrorista Estado Islâmico do Iraque e do Levante publicou fotos do que alega ser a bomba usada no atentado contra o avião na Daqib, a revista on-line da organização.

## Reações
- Egito: O primeiro-ministro egípcio Sherif Ismail confirmou a queda da aeronave e cancelou suas reuniões e compromissos ao receber a notícia.[8][29] Ele visitou o local do acidente, juntamente com outros ministros em um jato particular.[34]
- Rússia: O presidente Vladimir Putin expressou suas condolências às famílias das vítimas e convocou uma investigação oficial.[3][41][56] O ministério de emergências enviou três aeronaves para o local do acidente.[3]
- A Airbus postou uma nota no Twitter que afirmavam que estavam cientes dos relatos da mídia e que iriam avaliar a situação, além de prometer fornecer mais informações assim que estiverem disponíveis.[34][57]